# Suárez (Cauca)
Suárez è un comune della Colombia facente parte del dipartimento di Cauca.
Il centro abitato venne fondato da Marco Fidel Suárez nel 1880, mentre l'istituzione del comune è del 1º dicembre 1989.